# جون ماكفول (رياضي)
جون ماكفول (ولد في ٢٥ أبريل ١٩٨١) هو عدّاء بريطاني في ألعاب بارالمبية، وجراح، ومرشح رائد فضاء ضمن مشروع وكالة الفضاء الأوروبية. في نوفمبر ٢٠٢٢، تم اختياره من قبل وكالة الفضاء الأوروبية ليصبح أول "باراسترونوت".
أجرت وكالة الفضاء الأوروبية دراسة جدوى حول إمكانية سفره إلى الفضاء وما يجب تكييفه للمعاقين. وفي شباط ٢٠٢٥، خلُصت إلى عدم وجود موانع تقنية أو طبية تمنعه من المشاركة في مهمة قد تستمر حتى ستة أشهر.
في عام ٢٠٠٠، عندما كان في التاسعة عشرة من عمره، أُرجِعت ساقه اليمنى فوق الركبة بعد حادث دراجة نارية خطير. استأنف الركض بعد تركيب طرف صناعي، وشارك في أول سباق له عام ٢٠٠٤. وفي العام التالي، نُخِب لتمثيل بريطانيا في بطولة الاتحاد البارالمبي الأوروبي، وفاز بالميدالية البرونزية في سباق ٢٠٠ متر لفئة ذوي البتر فوق الركبة.
في سباق ١٠٠ متر، حصل ماكفول لاحقاً على الميدالية الفضية في بطولة العالم للاتحاد البارالمبي عام ٢٠٠٦ وكأس العالم البارالمبي فيزا عام ٢٠٠٧. في ٦ تموز ٢٠٠٧، حل ثالثاً في سباق Meeting Gaz de France في باريس ضمن دوري غولدن ليغ، وسجل أفضل زمن شخصي له حتى ٣٠ آيار ٢٠٠٨ بـ ١٢.٧٠ ثانية في سباق ١٠٠ متر، محققاً فضية في بطولة "باير" الدولية لألعاب القوى في ليفركوزن في ١٠ آب ٢٠٠٧. وفي سباق ٢٠٠ متر، فاز برونزية في بطولة العالم ٢٠٠٦، وميدالية ذهبية في كأس العالم ٢٠٠٧ بزمن قياسي بلغ ٢٦.٨٤ ثانية. في أيلول ٢٠٠٧، توّج بطلاً في سباقي ١٠٠ و٢٠٠ متر في ألعاب الاتحاد الدولي لرياضات الكراسي المتحركة وذوي البتر، واحتل المركز الأول عالمياً في سباق ٢٠٠ متر والثاني في سباق ١٠٠ متر.
وُصِف ماكفول بأنه "واحد من أسرع الرجال في العالم في سباقي ١٠٠ و٢٠٠ متر لفئة ذوي البتر فوق الركبة". وشارك لأول مرة في الألعاب البارالمبية الصيفية لعام ٢٠٠٨ في بكين، وفاز بالميدالية البرونزية في سباق ١٠٠ متر بعد انطلاقه الخاطئ، بزمن ١٣.٠٨ ثانية.
في عام ٢٠١٤، تخرج ماكفول بدرجة بكالوريوس الطب والجراحة من كلية طب جامعة كارديف. وفي ٢٠١٦، انضم إلى الكلية الملكية للجراحين، وأتم تدريبه الجراحي الأساسي بين ٢٠١٦ و٢٠١٨ في مستشفيات "ويسكس" ضمن هيئة التعليم الصحي في إنجلترا، وهو حالياً مسجل تخصص جراحة العظام والطوارئ.
في ٢٣ نوفمبر ٢٠٢٢، تم اختياره ليصبح أول باراسترونوت في وكالة الفضاء الأوروبية.

## البدايات والتعليم
ولد جون ماكفول في ٢٥ نيسان ١٩٨١ في فريملي، سري، إنجلترا. بين ١٩٩٤ و١٩٩٧، درس في مدرسة ميلفيلد في ستريت، سومرست، حيث كان عدّاء ولاعب هوكي في مراهقته. في آب ٢٠٠٠، أثناء سفره بقضاء عام استراحة إلى كو ساموي بتايلاند بعد امتحانات ستة مواد، تعرّض لحادث دراجة نارية خطير أدى إلى ضرر شديد في ساقه اليمنى. نُقل إلى مستشفى في بانكوك، لكن الضرر استدعى بتر ساقه.
خضع لإعادة تأهيل في لندن، ثم انخرط في ممارسة ركوب الدراجات الجبلية والتسلق، وعمل مدرب لياقة. بدأت مرحلة الركض الصيف الذي تلا تركيب الطرف الصناعي، ثم التحق بجامعة سوانزي لدراسة علوم الرياضة والتمرين، وتدرّب في النادي المحلي "ويلز هاريرز".
أمضى ماكفول العام التالي في المنزل، حيث بدأ بممارسة ركوب الدراجات الجبلية وتسلق الجبال، كما عمل مدرباً للياقة البدنية في مركز الترفيه المحلي. كما بدأ الجري في صيف عام ٢٠٠٣، فور تركيب الطرف الصناعي له، وقال: "أحب صوت الهواء وهو يندفع بجوار أذنيك، وأحب شعور الحرية. لقد افتقدت ذلك وأردت استعادته".
بعد التحاقه بجامعة سوانزي لدراسة درجة البكالوريوس في علوم الرياضة والتمرين، بدأ التدريب في مضمار الجري بالجامعة، كما انضم إلى نادٍ محلي للجري هو نادي "سوانزي هاريرز" لألعاب القوى. ومع ذلك، وجد الجري صعباً وغير مريح لأن الطرف الصناعي لم يكن مصمماً لهذا الغرض، وكان يتعرض للتلف بشكل متكرر. وعند تواصله مع اتحاد رياضة الإعاقة في ويلز، تم تعريفه على "الشفرة" المخصصة للجري المصنوعة من ألياف الكربون.
تخرج من الجامعة بدرجة الشرف من الدرجة الثانية العليا في صيف عام ٢٠٠٤، وشارك في أول سباق له ضمن بطولة فعاليات رياضة الإعاقة في المملكة المتحدة في العام نفسه.
في أيلول ٢٠٠٤، بدأ ماكفول دراسات عليا في علوم الرياضة والتمرين في معهد جامعة ويلز في كارديف، وتخرج لاحقاً بدرجة ماجستير في العلوم. أجرى امتحانات القبول في الطب في عام ٢٠٠٨، وكان يخطط للاعتزال من الرياضة بعد موسم ٢٠٠٩ للتفرغ لدراسة الطب.

## المسيرة الرياضية

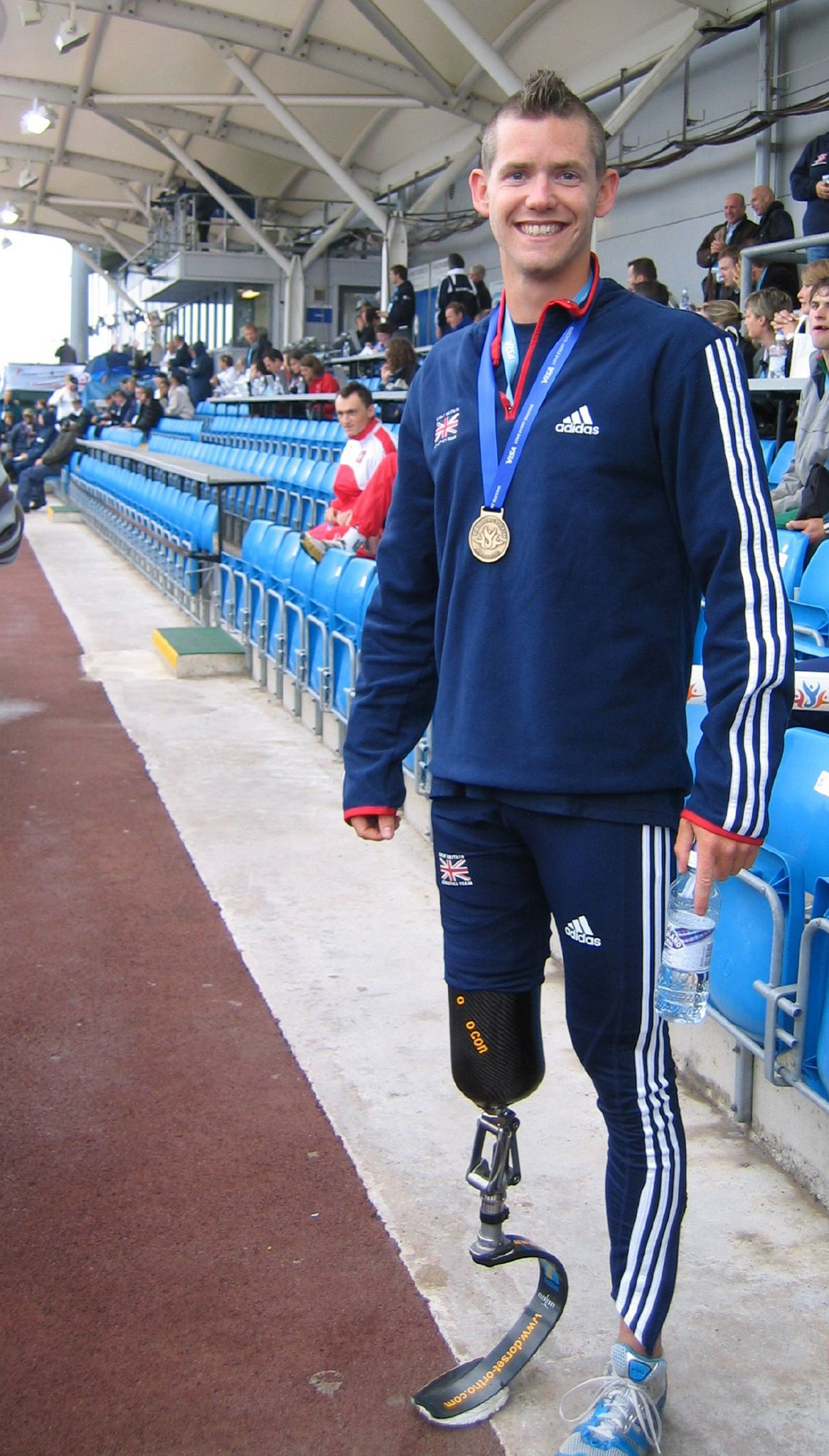
ماكفول مع الميدالية الذهبية التي فاز بها في سباق 200 متر في كأس العالم البارالمبية في مانشستر ، إنجلترا ، في 13 مايو 2007

باستخدام الطرف الصناعي المخصص للعدو، بدأ ماكفول التدريب مع رياضي سابق شارك في الألعاب البارالمبية. في أوائل عام ٢٠٠٥، تولى الرياضي الدولي الويلزي السابق داريل ماينارد تدريبه، وبدأ ماكفول التدرب مع فريق من الرياضيين غير المعاقين. تم اختياره لتمثيل بريطانيا العظمى في بطولة اللجنة البارالمبية الدولية الأوروبية التي أُقيمت في شهر آب ٢٠٠٥ في مدينة إسبو في فنلندا، وهو قرار أدهشه كثيراً لأنه لم يكن قد حقق المعايير التأهيلية في السباقات خلال ذلك الصيف.
في تلك البطولة، وهي أول منافسة دولية له، فاز بالميدالية البرونزية في سباق ٢٠٠ متر، واحتل المركز الرابع في سباق ١٠٠ متر، وذلك بعد مشاركته في فئة الرياضة T42 (بتر واحد فوق الركبة). تم إدراج ماكفول لاحقاً ضمن برنامج تمويل، مما مكنه من أن يصبح رياضياً بدوام كامل.
في نهاية كانون الثاني ٢٠٠٦، وقبل أسبوعين من كأس سباركاسن في شتوتغارت، ألمانيا، سُرقت سيارة ماكفول من موقف السيارات التابع للمعهد الرياضي الويلزي، حيث كان يعمل بدوام جزئي ويتدرب. وكان الطرف الصناعي المخصص للعدو والمصمم خصيصاً له، والذي تبلغ قيمته ٣٠٠٠ جنيه إسترليني، موجوداً في صندوق السيارة. وبعد مناشدته لإعادة الطرف، تلقى اتصالاً هاتفياً من شابين قالا إنهما "قد يكونان قادرين على استرجاع الساق المفقودة" لكنهما سألا: "كم تساوي قيمتها؟". أثار ذلك غضب ماكفول، فرفض دفع أي مبلغ وسأل الشابين إن كانا فكرا يوماً كيف يكون الشعور بأن يكون المرء مبتوراً. وبعد أن وافق ماكفول على عدم اتخاذ أي إجراء قانوني ضدهما، أعاد الشابان الطرف الصناعي إلى المعهد بشكل مجهول بعد أسبوع.
في الرابع من شهر شباط، حقق ماكفول أفضل زمن شخصي له في سباق ٦٠ متراً بزمن ٨.٥٥ ثوانٍ، وفي سباق ٢٠٠ متر بزمن ٢٨.٢١ ثانية.
أما السباقات الكبرى التالية له فكانت في أيلول ٢٠٠٦، ضمن بطولة العالم للجنة البارالمبية الدولية، حيث فاز بالميدالية الفضية في سباق ١٠٠ متر، والبرونزية في سباق ٢٠٠ متر. وفي العام التالي، في ١٣ أيار ٢٠٠٧، فاز بالميدالية الذهبية وحقق رقماً قياسياً في منافسات ٢٠٠ متر بزمن ٢٦.٨٤ ثانية، وذلك خلال أول مشاركة له في كأس فيزا البارالمبية العالمية في مانشستر، إنكلترا. كما حصل على الميدالية الفضية في سباق ١٠٠ متر.
في ٦ تموز ٢٠٠٧، احتل المركز الثالث في لقاء "غاز دو فرانس" في باريس، والذي يُعد جزءاً من دوري "أيه إف غولدن ليغ".
حقق ماكفول أفضل زمن شخصي له (حتى ٣٠ أيّار ٢٠٠٨) في سباق ١٠٠ متر بزمن قدره ١٢.٧٠ ثانية، وذلك بعد فوزه بالميدالية الفضية في بطولة باير الدولية لألعاب القوى في مدينة ليفركوزن، ألمانيا، بتاريخ ١٠ آب ٢٠٠٧.
في وقت لاحق من نفس العام، تُوّج بطلاً في سباقي ١٠٠ متر و٢٠٠ متر ضمن ألعاب الاتحاد الدولي للرياضات الخاصة بالكراسي المتحركة والمبتورين، والتي أُقيمت في تايبيه الصينية خلال الفترة من ٩ إلى ١٩ أيلول ٢٠٠٧.
وفي عام ٢٠٠٧، احتل المركز الأول عالمياً في سباق ٢٠٠ متر، والمركز الثاني في سباق ١٠٠ متر.
ماكفول، الذي وُصف بأنه "واحد من أسرع الرجال في العالم في سباقي ١٠٠ متر و٢٠٠ متر في فئة مبتوري الأطراف فوق الركبة"، شارك لأول مرة في الألعاب البارالمبية ممثلاً لبريطانيا العظمى في سباق ١٠٠ متر (الفئة T42) في دورة الألعاب البارالمبية الصيفية عام ٢٠٠٨ في بكين.
بعد انطلاقة خاطئة، حصل على الميدالية البرونزية بزمن قدره ١٣.٠٨ ثانية، خلف الكندي إيرل كونور (١٢.٣٢ ثانية) والألماني هاينريش بوبوف (١٢.٩٨ ثانية).
وعلى الرغم من خطط ماكفول للاعتزال بعد موسم ٢٠٠٩ من أجل دراسة الطب، لم يستبعد إمكانية مشاركته في دورة الألعاب البارالمبية الصيفية ٢٠١٢ في لندن. وقال: "سيكون من الجميل أن أشارك في ٢٠١٢. أنا مهتم بركوب الدراجات والتجديف، ولن أتخرج كطبيب قبل ٢٠١٣، لذا لن يكون الأمر مستحيلاً. سنرى. إنه السعي الدائم نحو التميز، والجوع لفعل المزيد".
على الرغم من أن ماكفول وُلِد في إنجلترا، إلا أنه يعيش في كارديف ويتنافس بشكل احترافي لصالح ويلز. وقد قال: "لقد كانت ويلز جيدة جدًا لي، وأريد أن أرد الجميل. لذلك أنا فخور جدًا بالجري لصالح ويلز." ووفقًا له، فإن حادث الدراجة النارية الذي تعرّض له "كان، من بعض النواحي، أفضل شيء حدث لي على الإطلاق. لقد منحني تركيزًا ودافعًا، فكل يوم هو تحدٍ جديد... لقد كان لدي دائمًا قائمة من الأهداف والطموحات التي لم تتغير بعد الحادث – لقد غيّرت فقط اتجاهها. فقدان ساقي غيّر حياتي، لكنه لم يغيّر من أنا."

## الميداليات
| ١٠٠ متر (فئة الرياضة تي٤٢)                                                                                           | ١٠٠ متر (فئة الرياضة تي٤٢) | ١٠٠ متر (فئة الرياضة تي٤٢) | ١٠٠ متر (فئة الرياضة تي٤٢) |
| الحدث | التاريخ                    | الميدالية                  | الوقت                      |
| --- | -------------------------- | -------------------------- | -------------------------- |
| مسابقة باير الدولية لألعاب القوى ليفركوزن، ألمانيا                                                                   | ١٠ آب ٢٠٠٧                 | فضية                       | ١٢.٧٠ (أفضل أداء شخصي)     |
| اجتماع جاز دي فرانس، دوري ÅF الذهبي باريس، فرنسا                                                                     | ٦ تموز ٢٠٠٧                | برونزية                    | ١٢.٧٩                      |
| الاتحاد الدولي لرياضات الكراسي المتحركة والذين فقدوا الأطراف ألعاب العالم للكراسي المتحركة والمفقودين تايبيه الصينية | ١٣ أيلول ٢٠٠٧              | ذهبية                      | ١٢.٨٣                      |
| تحدي الألعاب البارالمبية دودرشتات، ساكسونيا السفلى، ألمانيا                                                          | ٢٠ أيار ٢٠٠٦               | ذهبية                      | ١٢.٩٨                      |
| كأس فيزا البارالمبي 2007 مانشستر، إنجلترا، المملكة المتحدة                                                           | ١٣ أيار ٢٠٠٧               | فضية                       | ١٣.٠٢                      |
| الألعاب البارالمبية الصيفية 2008 بكين، جمهورية الصين الشعبية                                                         | ١٤ أيلول ٢٠٠٨              | برونزية                    | ١٣.٠٨                      |
| بطولة اللجنة البارالمبية الدولية (IPC) العالمية آسن، هولندا                                                          | ٩ أيلول ٢٠٠٦               | فضية                       | ١٣.٥٥                      |

| ٢٠٠ متر (فئة الرياضة تي٤٢)                                         | ٢٠٠ متر (فئة الرياضة تي٤٢) | ٢٠٠ متر (فئة الرياضة تي٤٢) | ٢٠٠ متر (فئة الرياضة تي٤٢)   |
| الحدث                                                              | التاريخ                    | الميدالية                  | الوقت                        |
| ------------------------------------------------------------------ | -------------------------- | -------------------------- | ---------------------------- |
| مانشستر، إنجلترا                                                   | ١١ حزيران ٢٠٠٦             | ذهبية                      | ٢٦٫٠٢ (أفضل رقم شخصي)        |
| برلين، ألمانيا                                                     | ١٤ أيلول ٢٠٠٧              | ذهبية                      | ٢٦٫٢٠                        |
| بطولة العالم لألعاب القوى لذوي الإعاقة ستادسكانال، هولندا          | ١٧ حزيران ٢٠٠٧             | ذهبية                      | ٢٦٫٠٨                        |
| دورة الاتحاد الدولي لرياضات الكراسي المتحركة والبتر تايبيه الصينية | ٥ أيلول ٢٠٠٦               | برونزية                    | ٢٦٫٤٠                        |
| بطولة اللجنة البارالمبية الدولية العالمية آسن، هولندا              | ١٣ أيار ٢٠٠٧               | ذهبية                      | ٢٦٫٨٤ (رقم قياسي في البطولة) |
| كأس العالم البارالمبي فيزا ٢٠٠٧ مانشستر، إنجلترا، المملكة المتحدة  | ١٤ آب ٢٠٠٥                 | برونزية                    | ٢٧٫٠٤                        |
| بطولة أوروبا المفتوحة للجنة البارالمبية الدولية إسبو، فنلندا       | ٢٦ آب ٢٠٠٥                 | برونزية                    | ٢٨٫٠٨                        |

## الحياة الشخصية
بعد دورة الألعاب البارالمبية لعام ٢٠٠٨، عاد جون مَكفول إلى المملكة المتحدة من بكين برًّا عبر سكة الحديد العابرة لسيبيريا.
سافر من الصين إلى منغوليا وروسيا، ثم عبر روسيا إلى أوكرانيا، ومنها إلى هنغاريا وكرواتيا وساحل دالماسيا. ومن هناك، استقلّ عبّارة إلى إيطاليا ليلتقي بصديقته في روما. ثم سافرا بالقطار عبر إيطاليا والنمسا، وعادا في نهاية المطاف إلى المملكة المتحدة في منتصف تشرين الثاني ٢٠٠٨ تقريبًا.
يأمل مَكفول في يوم من الأيام أن يُحقّق أحلام طفولته المتمثلة في الجري عبر صحراء السّاحل، وعبور المحيط الأطلسي بواسطة قارب تجديف، والحصول على رخصة للقفز الحر بالمظلة.
في وقت فراغه، يستمتع جون مَكفول بعزف الغيتار.

## مجموعة رواد الفضاء لوكالة الفضاء الأوروبية لعام ٢٠٢٢
في ٢٣ تشرين الثاني ٢٠٢٢، أُعلن أن جون مَكفول هو أحد رواد الفضاء الاحتياطيين، ولاحقًا من رواد الفضاء في المشاريع، ضمن مجموعة رواد الفضاء التابعة لوكالة الفضاء الأوروبية لعام ٢٠٢٢.

## قراءة إضافية
- Dame Tanni's final race، NewsWales، 28 أبريل 2007، مؤرشف من الأصل في 2012-02-13، اطلع عليه بتاريخ 2008-05-25.
- "John McFall's sprinting secrets"، بي بي سي سبورت، 15 أبريل 2008، اطلع عليه بتاريخ 2008-05-25.
- "John McFall – running on edge نسخة محفوظة 22 May 2011 على موقع واي باك مشين.", video diary from Telegraph TV, The Daily Telegraph. Retrieved 5 August 2008.
- Interview: John McFall، Fitness Professionals، 2 أبريل 2009، مؤرشف من الأصل في 2011-10-07، اطلع عليه بتاريخ 2009-04-30.
- "Amputee races on to chase dreams"، South Wales Evening Post، 26 أبريل 2008.
- Hart، Simon (18 أبريل 2008)، "Road to Beijing Olympics: John McFall"، ديلي تلغراف، London، مؤرشف من الأصل في 2008-05-31، اطلع عليه بتاريخ 2021-08-06.
- Hitt، Carolyn (23 يناير 2006)، "Disabled athlete left without a leg to run on"، Western Mail.
- John McFall: Profile، الاتحاد البريطاني لألعاب القوى  [لغات أخرى]‏، مؤرشف من الأصل في 2008-06-05، اطلع عليه بتاريخ 2008-05-26{{استشهاد}}:  صيانة الاستشهاد: علامات ترقيم زائدة (link).
- Stuart، Julia (15 أبريل 2007)، "Personal column: Walking tall"، ذي إندبندنت، London، مؤرشف من الأصل في 2013-04-20.
- Triumph over adversity، مدرسة ميلفيلد  [لغات أخرى]‏، 2008، اطلع عليه بتاريخ 2008-05-28{{استشهاد}}:  صيانة الاستشهاد: علامات ترقيم زائدة (link) [وصلة مكسورة].